# Свято-Михайлівська церква (Безуглівка)
Свято-Михайлівська церква — чинна церква у селі Безуглівка Ніжинського району Чернігівської області. Парафія належить до УПЦ (МП).
Входить до святинь Ніжинської єпархії.
Будівництво Михайлівської церкви здійснювалося в період від 1805 до 1835 року.
Перші офіційні згадки про храм датуються 1831 роком.
Церква збереглася під час «культурної революції» і кампанії боротьби з релігією перших десятиліть існування СРСР, пережила також колективізацію 1930-х років та Другу світову війну (у період 1941-1943 років).
За СРСР у приміщенні церкви в різний (довоєнний) час розміщувались зерносховище колективного господарства, потому — стайня, а поряд, зліва від входу, тривалий час діяла сільська загальноосвітня школа.
Починаючи з 1960-х років з нетривалими перервами храм є діючим — Української Православної Церкви.
Станом на лютий 2008 року Михайлівську церкву в Безуглівці внесено у доповнення до списку пам'яток містобудування і архітектури України, що перебувають під охороною держави під № 1785.
Територію біля церкви зі сходу прикрашає величний надгробний камінь початку ХХ сторіччя, встановлений в данину пам'яті місцевого поміщика, дворянина Сидоренко Михайла Васильовича.
Настоятелем храму в наш час[коли?] є духівник Ніжинського благочиння протоієрей Ярослав Соболевський, який служить в Михайлівській церкві змолоду.

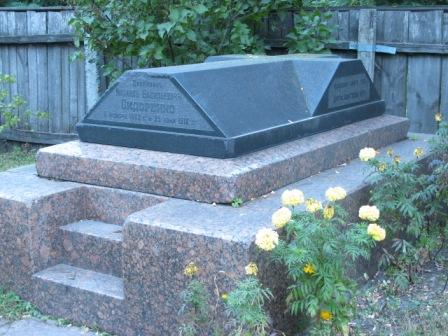
Могила поміщика Сидоренка М. В. на території церкви

## Архітектурні особливості
Церкву зведено в центрі села таким чином, що три головні вулиці сходяться прямісінько на церкву, її видно здалеку, а дзвони було чути по навколишнім селам та хуторам.
Церква збудована у стилі провінційного ампіру. Мурована, однобанна. Композиція храму характерна для культових споруд 19 століття: центральний квадратний у плані об'єм вінчається циліндричним барабаном з напівсферичним куполом. Зі сходу до нього примикає гранчаста апсида, із заходу — прямокутний бабинець та двоярусна дзвіниця. Входи до церкви прикрашено чотириколонними портиками тосканського ордеру.
До сьогодні збереглась майже у первозданному вигляді.

## Галерея

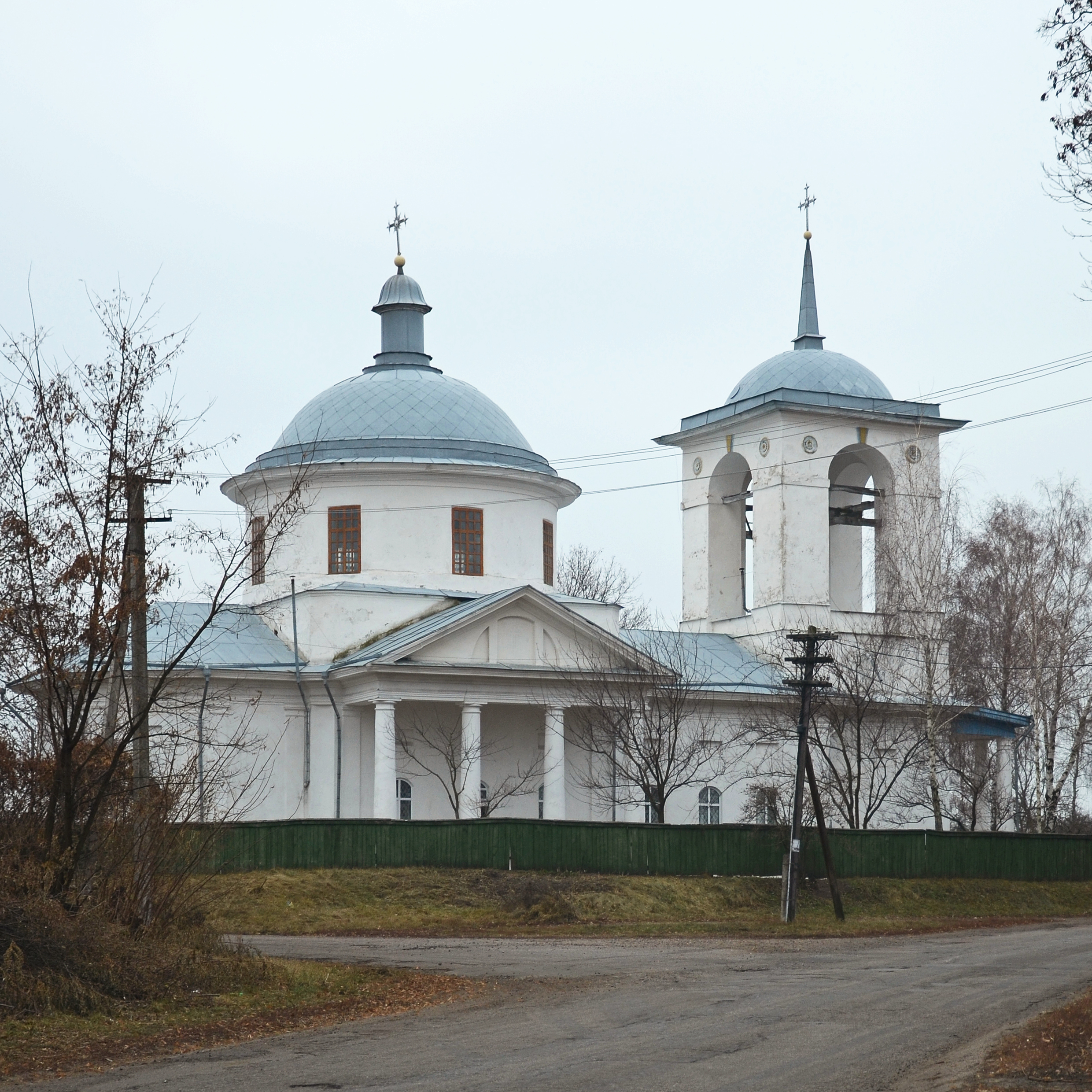
Північна сторона церкви
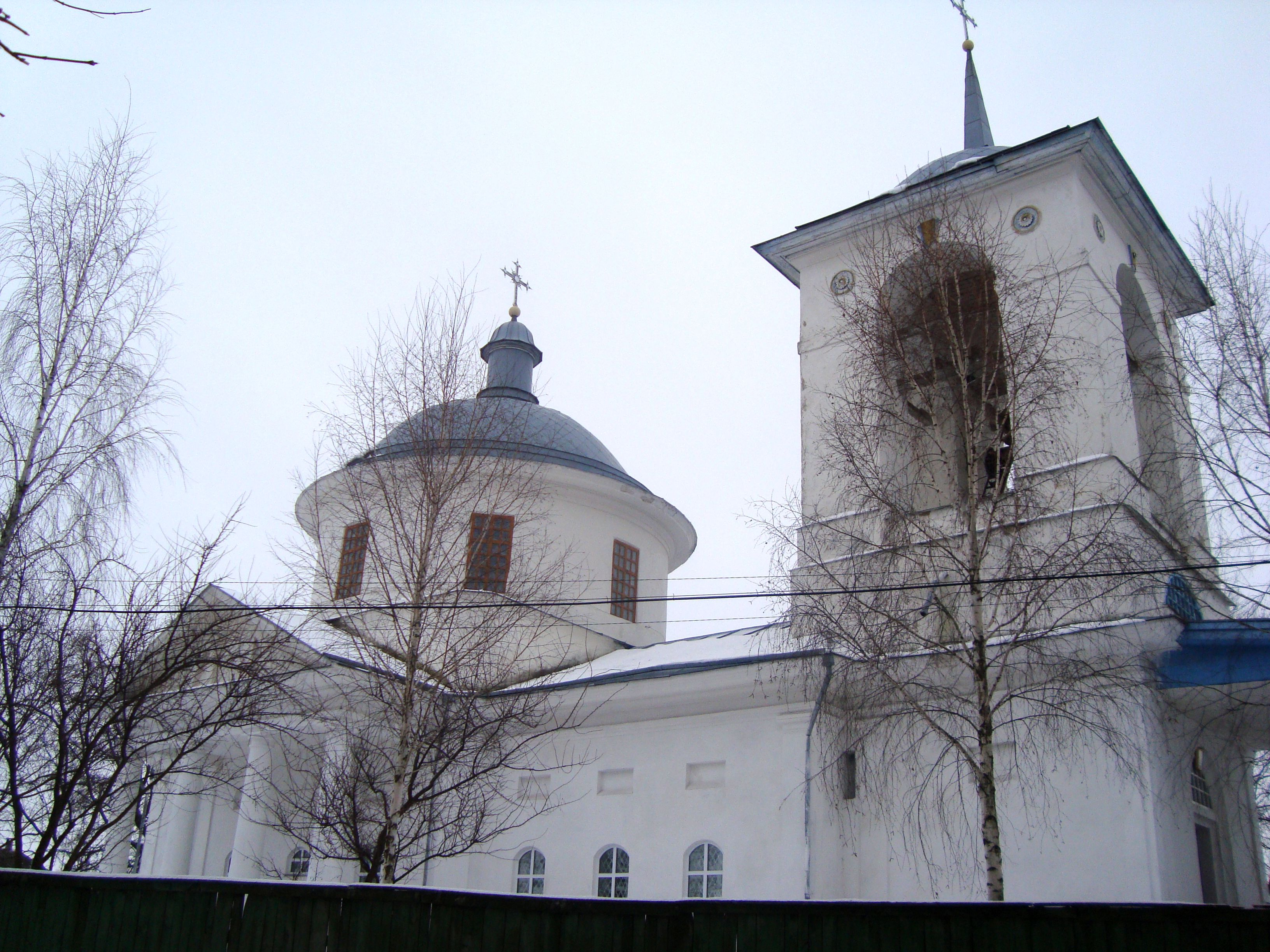
Ще один ракурс
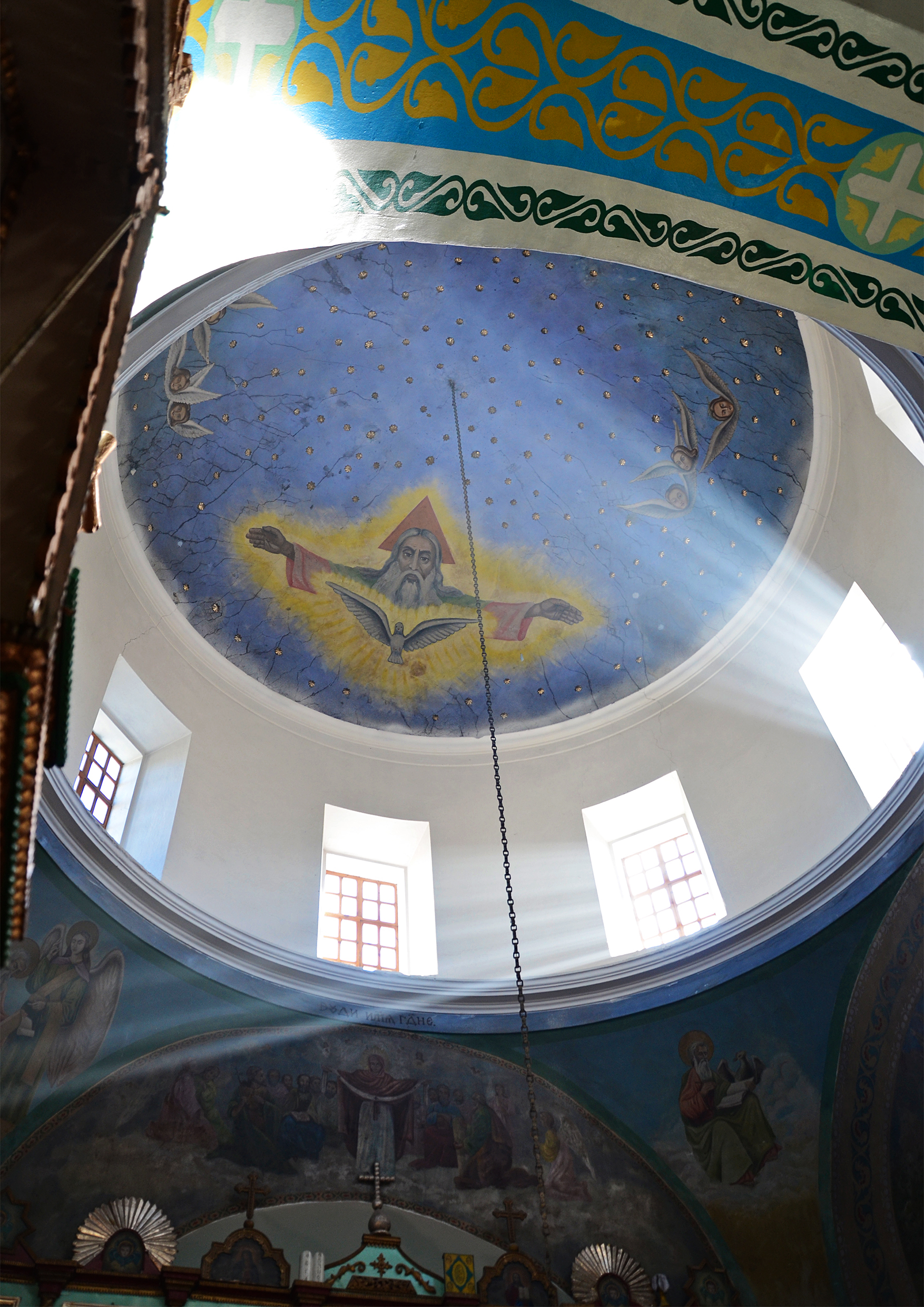
Розпис на куполі
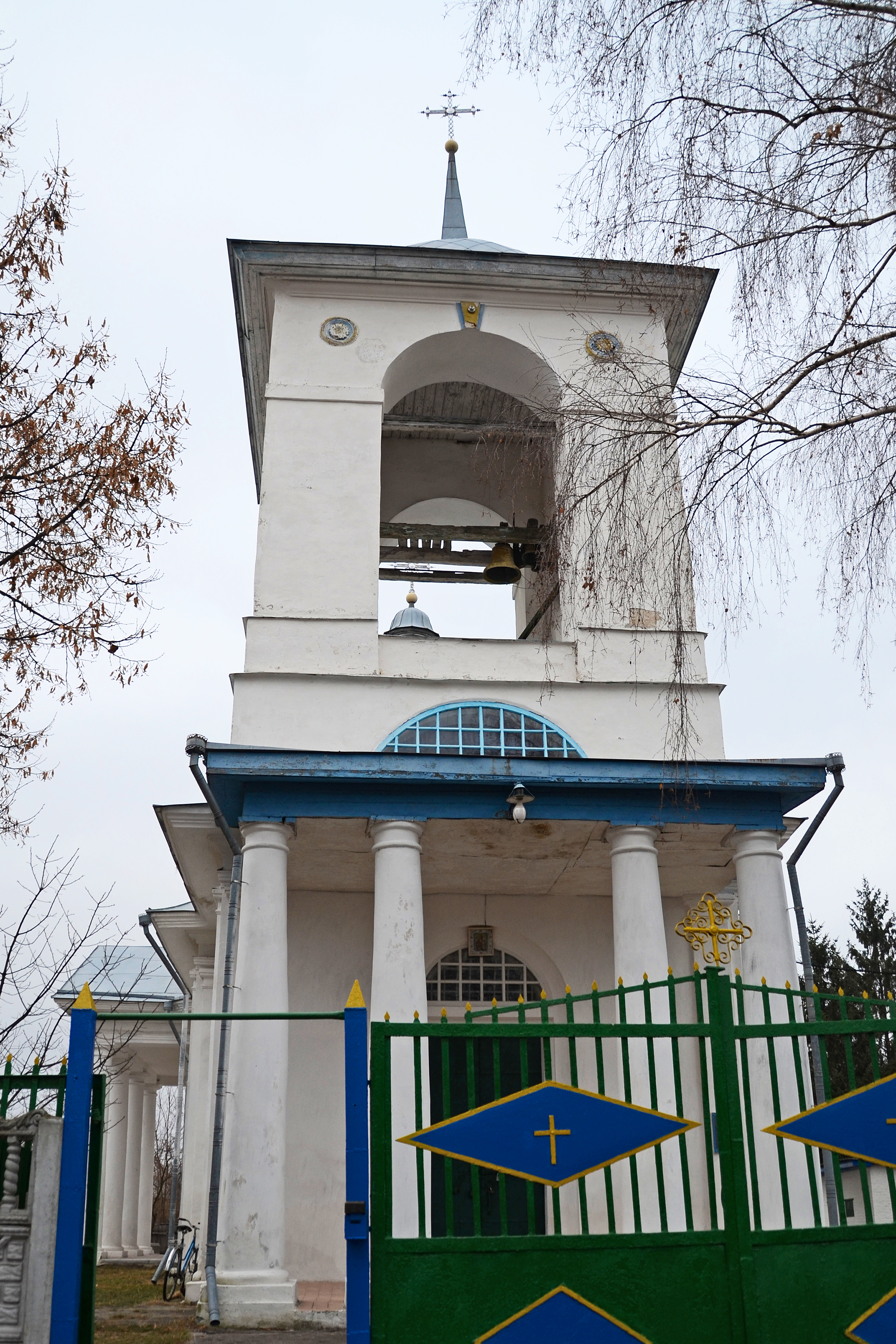
Дзвіниця
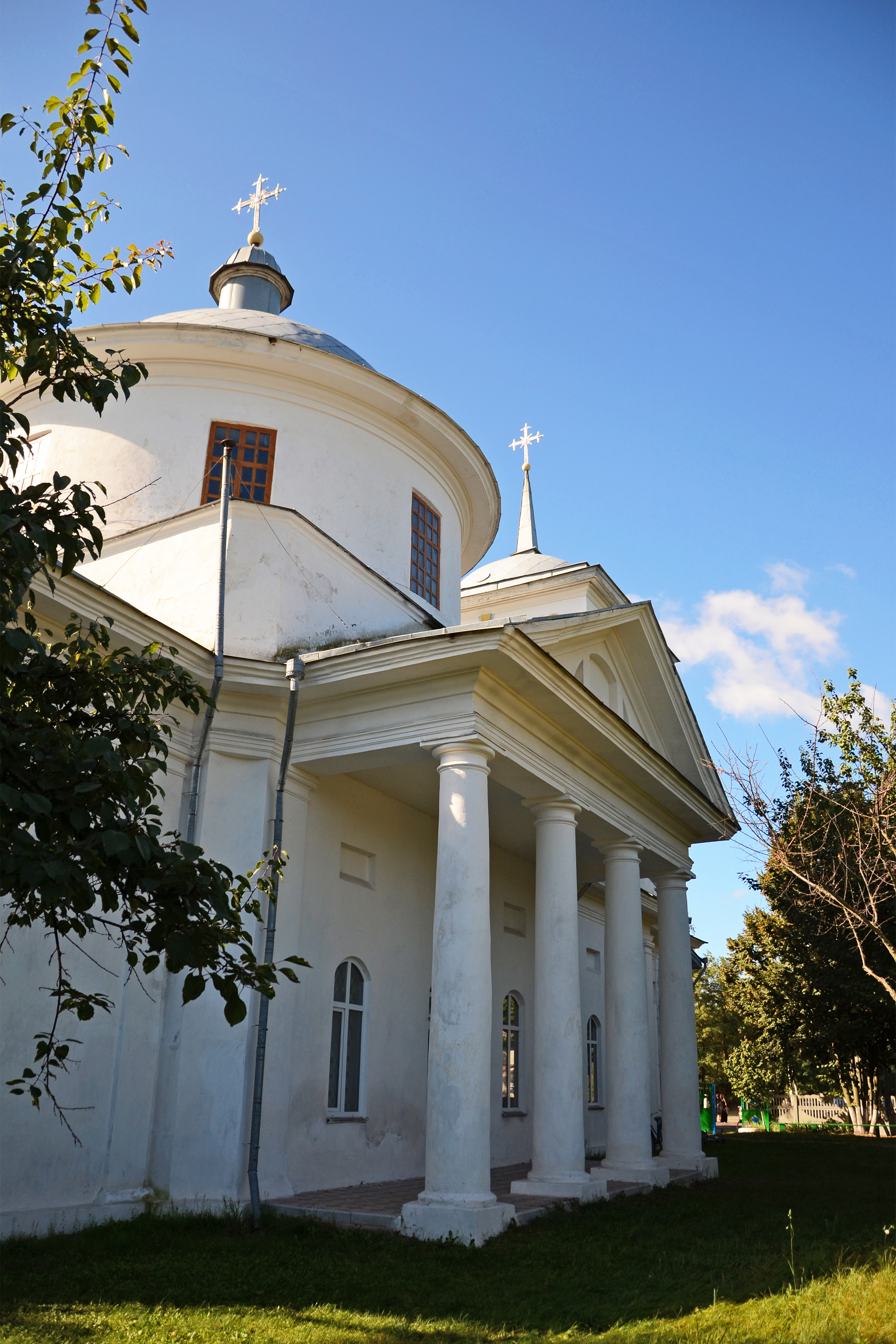
Вигляд із північного заходу
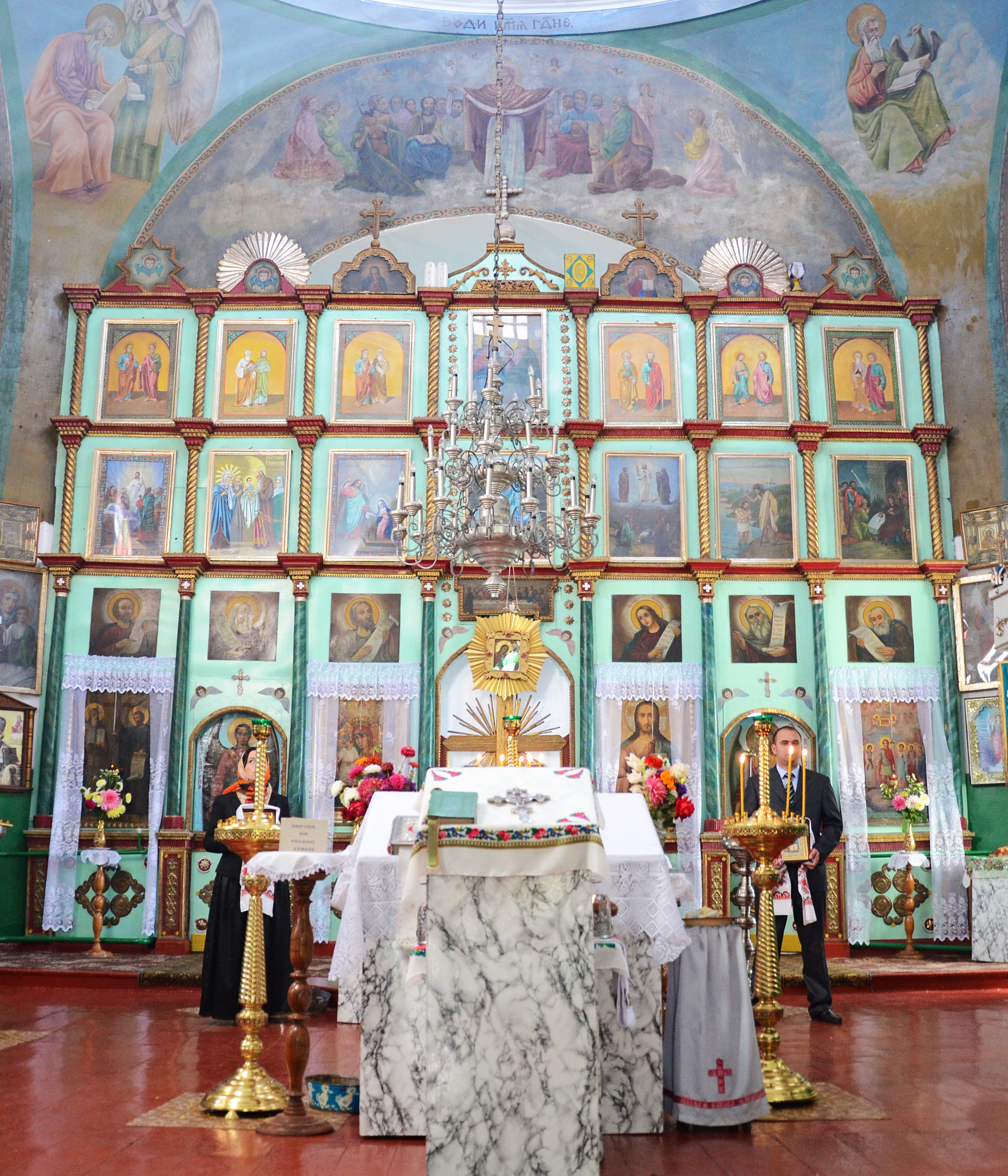
Іконостас